# Mohammed Al-Mukhaini
Mohammed Al-Mukhaini (in arabo محمد حمد المخيني‎?; Sur, 2 dicembre 1982) è un calciatore omanita, centrocampista del Al-Oruba.

## Carriera

### Club
Ha giocato nel campionato omanita e kuwaitiano.

### Nazionale
È stato convocato per la Coppa d'Asia nel 2004.